# Stanisław Adamski (duchowny)

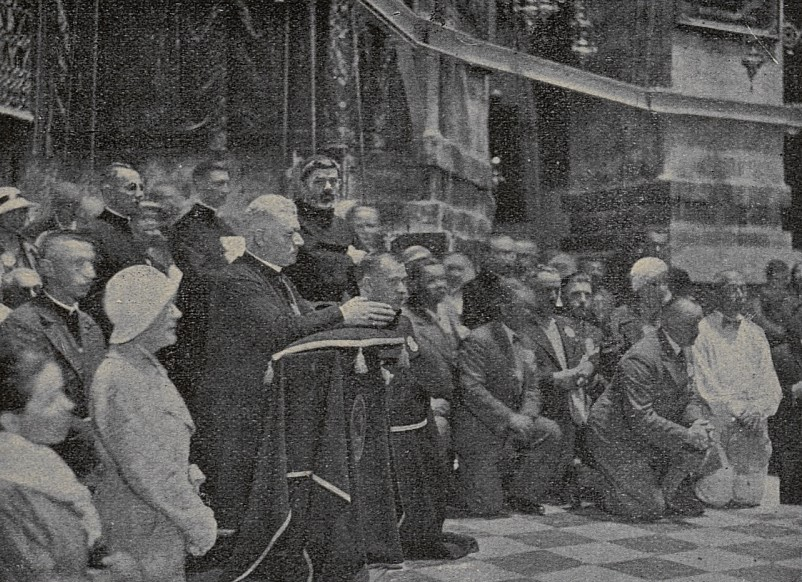
Biskup S. Adamski z uczestnikami pielgrzymki w Bazylice Bożego Grobu w 1934 roku.

Stanisław Adamski (ur. 12 kwietnia 1875 we wsi Zielonagóra, zm. 12 listopada 1967 w Katowicach) – polski duchowny rzymskokatolicki, działacz społeczny i polityczny, biskup diecezjalny katowicki w latach 1930–1967.

## Życiorys
Był synem dróżnika Piotra i Józefy z Wasilewskich. Miał brata Jana (bakteriologa). Ukończył seminarium duchowne w Poznaniu. Święcenia kapłańskie przyjął w 1899 w Gnieźnie. Działał w wielu organizacjach, był m.in. sekretarzem Związku Katolickich Towarzystw Robotników Polskich i członkiem zarządu Towarzystwa Czytelni Ludowych. Był także działaczem spółdzielczym oraz redagował pisma katolickie. Od 1904 zasiadał w kapitule poznańskiej. Działał w utworzonym w 1907 Związku Kapłanów „Unitas”. Po śmierci ks. Piotra Wawrzyniaka został patronem Związku Spółek Zarobkowych i Gospodarczych.
W okresie powstania wielkopolskiego został komisarzem Naczelnej Rady Ludowej w Poznaniu (1918–1919). W 1919 został szambelanem papieskim. 6 sierpnia 1920 jako przewodniczący delegacji ziem zachodnich z ramienia Związku Ludowo-Narodowego przedstawił Radzie Ochrony Państwa postulat rozszerzenia kompetencji Ministerstwa byłej Dzielnicy Pruskiej oraz utworzenia armii dzielnicowej, stwierdzając: „Społeczeństwo poznańskie obserwuje z głęboką troską niepojęte wydarzenia na froncie, a nie rozumiejąc, co się dzieje, dopatruje się zdrady i zdradę tę widzi tutaj”, wskazując zarazem na obecnego Piłsudskiego. 22 października 1920 został członkiem Obywatelskiego Komitetu Wykonawczego Obrony Państwa w 1920. W latach 1919–1922 poseł na Sejm Ustawodawczy, w okresie 1922–1927 senator, w latach 1924–1927 prezes Unii Związków Spółdzielczych. Wieloletni dyrektor poznańskiej Księgarni św. Wojciecha. Z ramienia Episkopatu Polski koordynował działania Akcji Katolickiej (od 1929).
Był zwolennikiem sanacji. 27 listopada 1929 „za zasługi na polu pracy w spółdzielczości oraz na polu pracy społecznej” został odznaczony Krzyżem Komandorskim Orderu Odrodzenia Polski.
Podjął się misji spacyfikowania chrześcijańsko-demokratycznego stanowiska śląskiego duchowieństwa, które stało murem za Wojciechem Korfantym i miejscową chadecją. 2 września 1930 został mianowany biskupem diecezjalnym diecezji katowickiej. Sakrę biskupią przyjął 26 października 1930 w archikatedrze Świętych Apostołów Piotra i Pawła w Poznaniu. Konsekrował go kardynał August Hlond, arcybiskup metropolita gnieźnieński i poznański, któremu asystowali Antoni Laubitz, biskup pomocniczy gnieźnieński i Walenty Dymek, biskup pomocniczy poznański. 30 listopada 1930 objął rządy w diecezji. Powołał do życia Katolicką Agencję Prasową, kładł duży nacisk na rozwój życia narodowego na Śląsku. W 1934 odbył pielgrzymkę do Ziemi Świętej, odznaczony Złotym Krzyżem Pielgrzyma Ziemi Świętej. Doprowadził w 1935 do powstania katolickiego Gimnazjum im. św. Jacka w Katowicach. W 1938 sprawował rządy kościelne na Zaolziu. Po agresji Niemiec na Polskę (1939) i aneksji województwa śląskiego przez III Rzeszę początkowo tolerowany przez władze III Rzeszy na terenie diecezji, mimo że figurował na liście proskrypcyjnej Sonderfahndungsbuch Polen. Popierał podporządkowanie się Górnoślązaków rejestracji dokonywanej przez policję. Stał na czele Rady Obywatelskiej Ziem Zachodnich przy Biurze Zachodnim Delegatury Rządu na Kraj. W 1941 został deportowany z terenu diecezji na terytorium Generalnego Gubernatorstwa. Jako jedyny biskup pełnił posługę duszpasterską w czasie powstania warszawskiego. Po powrocie w 1945 pracował nad odbudową diecezjalnego życia religijnego.
Przejawiał jednoznacznie wrogą postawę wobec śląskiej ludności ewangelickiej. W lutym 1945 w piśmie do komunistycznych władz proponował zburzenie kościoła ewangelickiego w Katowicach bądź żądał przekazania go katolickiej kurii powołując się m.in. na fakt, że ludność ewangelicka podpisała volkslistę. W liście tym nie wspomniał, że sam zachęcał ludność katolicką, by tę samą listę podpisywała. Jego dobre stosunki z komunistycznym wojewodą Jerzym Ziętkiem sprawiły, iż władze, choć nie zgodziły się na zburzenie kościoła, przekazały go katowickiej kurii bez żadnego tyłu prawnego w 1945 roku. Po protestach ewangelików w 1947 roku kuria musiała zwrócić kościół w Katowicach ewangelikom, ale bp Adamski z pomocą władz wymusił na ewangelikach wydanie kurii katowickiej trzech kościołów: w Hołdunowie, Chorzowie i Siemianowicach. Ten ostatni powrócił do ewangelików dopiero po interwencji Jana Pawła II w 2000 roku.
Sprzeciwiał się cenzurze komunistycznej. 17 marca 1945 wystąpił z protestem przeciwko wprowadzeniu cenzury prewencyjnej przez komunistów. Protest ten odbił się głośnym echem wśród duchowieństwa śląskiego. W 1951 jego prace Akcja katolicka młodzieży oraz Pogląd na rozwój sprawy narodowościowej w województwie śląskim w czasie okupacji niemieckiej zostały wycofane z polskich bibliotek oraz objęte cenzurą. Władze PRL zarzucając mu politykę ugodową wobec Niemiec hitlerowskich w 1952 usunęły go z urzędu. Jednak bezpośrednią przyczyną usunięcia z terenu diecezji, wraz z biskupami Herbertem Bednorzem i Juliuszem Bieńkiem, była tzw. akcja podpisowa, mająca na celu przywrócenie nauki religii do szkół. W czasie wygnania zamieszkał u urszulanek w Lipnicy k. Otorowa. Do diecezji powrócił w czasie tzw. odwilży październikowej 5 listopada 1956. Po powrocie ze względu na podeszły wiek i stan zdrowia ograniczył działalność kościelną.
Był autorem wielu prac z zakresu nauki społecznej Kościoła.
W Wodzisławiu Śląskim działa Archidiecezjalny Dom Rekolekcyjny Archidiecezji katowickiej im. bpa Stanisława Adamskiego.

## W kulturze
Jest jednym z bohaterów polskiego serialu historycznego Najdłuższa wojna nowoczesnej Europy w reżyserii Jerzego Sztwiertni. Odtwórcą jego roli był Bogusław Sochnacki.